# 第2屆金曲獎
第2屆金曲獎由行政院新聞局於1990年主辦，共頒發13獎項，9月22日公布入圍名單及特別獎得主，頒獎典禮於10月27日在台北國父紀念館舉行，由台視負責製播頒獎典禮。

## 獎項異動
含特別獎在內共設13獎項，新增最佳專輯獎、最佳專輯製作人獎及最佳錄音獎，取消最佳單曲歌唱錄影帶導演獎。至於男、女演唱人、演唱組及新人獎四獎項，則取消首屆金曲獎入圍者必須參加現場演唱的決選方式。獎項於7月5日至15日受理報名，共24家唱片公司報名，總報名件數508件。

## 頒獎典禮
頒獎典禮於10月27日晚間7點30分在台北國父紀念館舉行，由趙樹海、楊海薇主持，台視在10點轉播典禮全部實況。

## 入圍暨得獎名單
9月22日揭曉入圍名單，並公布特別獎由閩南語歌曲創作者陳秋霖獲得，其他得獎名單於10月27日頒獎典禮中當場宣布。
以 表示得獎者。

## 評審名單
評審由新聞局廣電處及國際唱片業交流基金會（IFPI）共同邀請，決定評審人選有五原則：
1. 金曲獎籌委會各單位人員不得評審。
2. 報名參加今年金曲獎者不得評審。
3. 過去有評審不良紀錄者拒絕邀請。
4. 有三等親之內的親屬參賽者不得評審。
5. 與有聲出版業有聘雇關係者不得評審。

總計邀請40名評審分4組進行評選，較首屆金曲獎評審人數多15人。 黃孝石擔任評審團主任委員，其他評審包括：于潤蘭、方笛、井迎瑞、王振義、王童、王慶麟、成明、朱宗慶、李行、李宗球、李建復、李國俊、李國寶、杜文靖、呂麗莉、吳靜嫻、明立國、許家石、林家慶、洪傳鼎、侯啟平、城振銘、陳甫彥、陳坤厚、陳幸蕙、陳能樹、陳達儒、梁明、黃雅玲、張己任、張琪、楊元豐、蔡敏、溫隆俊、美黛、滕安瑜、簡文秀、關尚仁、羅蘭等。

## 外部連結
- 第2屆金曲獎入圍名單 Archive.today的存檔，存档日期2018-11-24，文化部影視及流行音樂產業局.1991-01-06
- 第2屆金曲獎得獎名單 Archive.today的存檔，存档日期2018-11-24，文化部影視及流行音樂產業局.1991-01-06